# جيف لاندري
جيفري مارتن «جيف» لاندري (بالإنجليزية: Jeffrey Martin "Jeff" Landry)‏ (ولد في 23 ديسمبر 1970 في سانت مارتنفيل، لويزيانا، الولايات المتحدة) النائب العام للويزيانا. في 11 يناير 2016 خلف بادي كالدويل الرجل الذي كان قد غادر في انتخابات الجولة الثانية التي جرت في 21 نوفمبر 2015. لاندري هو النائب السابق للمقاطعة الثالثة في لويزيانا. لاندري عضو في الحزب الجمهوري وتجمع حزب الشاي.
حصل لاندري على 347441 صوتا (32.7 في المئة) في المرحلة الأولى التي عقدت في 24 أكتوبر 2015 متقدما على أربعة مرشحين وهم الجمهوري بادي كالدويل الذي حصل على 376,187 صوتا (35,4 في المئة) الذي انتقل إلى الجولة التالية ثم الديموقراطية جيرالدين «جيري» بروسارد بالوني التي حصلت على 187,332 صوتا (17,6٪) ثم الديموقراطي الآخر إسحاق «إيك» جاكسون من بلاكمين في أبرشية إبيرفيل الذي حصل على 115,037 صوتا (10,8 في المئة). بينما حصل الجمهوري الآخر مارتي مالي على 37787 صوتا (3.6 في المئة). في الجولة الثانية من الاقتراع حصل لاندري على 610,435 (56.3 في المئة) مقابل حصول كالدويل على 473,876 (43.7 في المئة).
خدم في فورت هود بالقرب من كيلين، تكساس خلال عملية عاصفة الصحراء.